# Zamek Eulenbroich

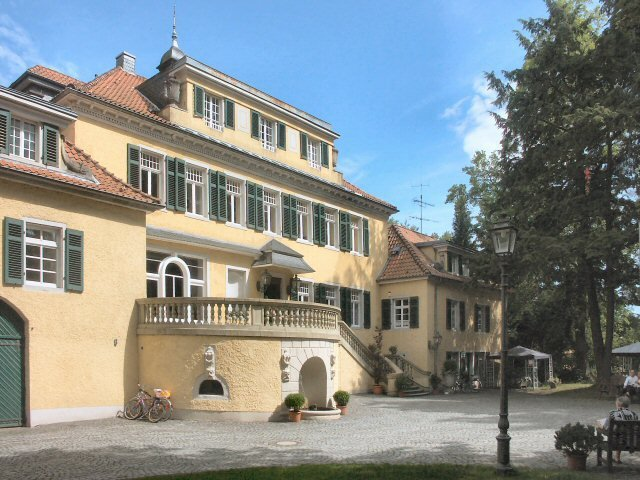
Zamek Eulenbroich

Zamek Eulenbroich – zamek wzniesiony w niemieckim mieście Rösrath w pobliżu Kolonii, w powiecie Rheinisch-Bergischer Kreis w kraju związkowym Nadrenia Północna-Westfalia.

## Historia
Pierwsza udokumentowana wzmianka o zamku pochodzi z 1401 roku i wiąże się z rodziną Staël von Holstein, ówczesnymi właścicielami zamku. Jednakże wykopaliska archeologiczne dowiodły, iż na miejscu dzisiejszej budowli istniała wcześniejsza, pochodząca najprawdopodobniej z XIII wieku. Rodzina Staël von Holstein zamieszkiwała zamek do 1762 roku, kiedy nieruchomość odkupił John Werner von Francken, który nadał jej dzisiejszy wygląd. Zamek jest otoczony fosą zasilaną z rzeki Sülz, do zamku można się dostać przez most. Brama wejściowa pomalowana jest na tradycyjny w tym rejonie kolor zielony (bergisch grün). 
Zwornik na łuku nad bramą przedstawia herb budowniczego Johanna Wernera von Francken, zaś sama brama wjazdowa jest symbolem miasta Rösrath i od 2001 roku stanowi herb miasta.
Obecnie obiektem opiekuje się Stowarzyszenie Kulturalne Zamku Eulenbroich (Kulturverein Schloss Eulenbroich e.V.), a sam zamek jest siedzibą szkoły muzycznej i szkoły magii.

## Literatura
- Geschichtsverein Rösrath (Hrsg.): Haus Eulenbroich – Von der Burg zum Bürgerhaus. Schriftenreihe des Geschichtsvereins Rösrath Band 11. Rösrath 1984.